# Афанасьева, Айталина Саввична
Айталина Саввична Афанасьева (род. 4 июля 1969, Алтанцы) — советская и российская артистка-вокалистка Государственного театра оперы и балета Республики Саха (Якутия) им. Д. К. Сивцева-Суорун Омоллоона, народная артистка России (2021), народная артистка Республики Саха (Якутия).

## Биография
Родилась 4 июля 1969 года в Алтанцы Амгинского улуса Республики Якутия. Родители работали в Саха академическом театре им. П. А. Ойунского, одном из самых известных драматических коллективов республики. В детстве она стала солисткой в музыкальной школе, выступала в ансамбле «Эрэл», занималась тойук — импровизационным этническим пением. С 1986 года трудится солисткой оперы ГУ «Государственный театр оперы и балета Республики Саха (Якутия) им. Д. К. Сивцева — Суоруна Омоллона».
В 1995 году успешно завершила обучение в Уральской государственной консерватории им. М. П. Мусоргского, обучение проходила в классе профессора, народного артиста РФ С. В. Зализняка. В 1997 году завершила обучение на полном курсе аспирантуры Уральской государственной консерватории по специальности сольное пение. В годы обучение в высшем учебном заведении молодая артистка становилась лауреатом международной благотворительной программы «Новые имена», стипендиатом фонда «Баргарыы» («Возрождение») при Президенте Республики Саха (Якутия) и лауреатом нескольких международных конкурсов.
Дебют на якутской театральной сцене состоялся в 1993 году, она исполнила партию Туйаарымы Куо в опере-олонхо «Нюргун Боотур». Дипломной работой артистки была партия Азучены в опере Дж. Верди «Трубадур», которую она исполнила на итальянском языке в Екатеринбургском академическом оперном театре.
В июне 2002 года Айталина стал первой якутской вокалисткой, получившей золотую медаль престижного Международного музыкального конкурса им. П. И. Чайковского.
В 1994 году артистка проходила стажировку в Австрии, с 2000 по 2002 годы работала солисткой Академии молодых певцов Мариинского театра в Санкт-Петербурге, участница многих спектаклей и гастролей. В ноябре 2002 года на сцене Государственного академического Большого театра России певица исполнила партию Марины Мнишек в опере «Борис Годунов», а в 2004 году подписала контракт с Государственным театром оперы Турции. Является членом союза театральных деятелей Российской Федерации.
В 2008 году от партии «Единая Россия» избиралась депутатом IV созыва Государственного Собрания Республики Саха (Якутия). Была членом комитетов по науке, образованию, культуре и средствам массовой информации, а также по здравоохранению, социальной защите, труду и занятости.
В настоящее время проживает в Якутске. Много гастролирует в ближнем и дальнем зарубежье, преподаёт в Якутском музыкальном колледже.

## Награды
- Народная артистка России (2021).
- Заслуженная артистка России (2002).
- Народная артистка Республики Саха (Якутия).
- Почетный гражданин Амгинского и Мегино-Кангаласского улусов.
- Почетный гражданин с. Алтанцы Амгинского улуса.
- Хомусист-импровизатор Республики Саха (Якутия), ее имя занесено в Золотую книгу «Новые имена XX века XXI веку».
- Лауреат программы «Новые имена России» и Фонда национального возрождения Баргарыы при Президенте Республики Саха (Якутия).
- Юбилейные знаки «375 лет Якутия с Россией», «380 лет Якутия с Россией».